# Whity
Whity è un film del 1971 del regista tedesco Rainer Werner Fassbinder.

## Trama
Sud-Ovest degli Stati Uniti, 1878. Benjamin "Ben" Nicholson, il più ricco ranchero della zona, è un uomo duro e spietato, sposatosi in seconde nozze con l'intrigante Katherine, di cui però non nutre totale fiducia, e che ha due figli di primo letto, Frank, segretamente omosessuale, e Davy, un mezzo tonto. Nicholson, però, ha anche un terzo figlio, avuto dalla cuoca di colore Marpessa, Whity, che svolge celermente la mansione di maggiordomo alle loro dipendenze; questi, nonostante le capacità e lo zelo dimostrati nel suo lavoro, è costantemente vittima dei loro abusi e delle loro angherie, da cui trova giovamento unicamente nell'amicizia con Hanna, prostituta presso il saloon cittadino. La ragazza, che prova sincero affetto nei suoi confronti, cerca di spingerlo a ribellarsi al suo generale stato di cose, proponendogli pure di lasciare la città con lei per l'industrializzata e progredita East Coast, ma Whity puntualmente rifiuta, asserendo di dover restare accanto alla sua "famiglia".
Ormai stancatosi di Katherine, che ritiene miri a metter le mani sui suoi affari, Ben decide d'assoldare un messicano, Garcia, affinché, spacciandosi per il suo medico personale, le confidi della sua presunta cattiva salute, in modo da illuderla di essere vicinissima dall'ereditare la sua vasta fortuna e tenderle così un'imboscata. Il piano riesce senza intoppi, sennonché Katherine abbia colto l'occasione per sedurre il medico, il quale poi, al momento del pagamento, viene ucciso brutalmente da Ben. All'omicidio ha assistito involontariamente Hanna, che riesce a farsi pagare profumatamente per il suo silenzio.
Katherine, allettata dunque all'idea di rilevare il lucroso giro d'affari di Ben, coinvolge Frank nel disegno della sua morte, che a sua volta ne ordina l'esecuzione materiale al fido Whity. Disgustato da tale macchinazione, Whity raggiunge il limite della sopportazione e, dando finalmente sfogo alla rabbia ed alla frustrazione represse nei confronti dei suoi padroni-aguzzini, massacra l'intera famiglia Nicholson, dopodiché si dà alla fugga assieme ad Hanna con tutti i loro soldi. Il film si chiude con loro due che, nel bel mezzo del deserto, con l'acqua e le provviste ormai esaurite, ballano forsennatamente mentre il sole tramonta alle loro spalle.